# 森田直樹
森田 直樹（もりた なおき 1952年 - ）は日本の教育者。

## 概要
鳴門教育大学大学院修了、香川大学大学院修了、教育学修士。瀬戸内短期大学准教授。
カウンセラーでは不登校を直せないとする。大学院に進学したが大学教授はどんなに立派な本を書いていても不登校を直せないとする。
不登校を直そうと自らフリースクール形態の施設をつくる。そこに集まった子供は不登校が直ったが、家庭に戻れば不登校に戻った。そこから保護者の子育ての力を育てることを考える。
今の学校は楽しくないとする。教師と子供の関係が希薄となっている。運動場で子供と遊んでいる教師がいない、先生の授業力が落ちている、管理職に指導力が無いとする。先生は教えようとせず子供が勉強できなければ親に指導させているとする。
いじめられる子供は性格特性を持っていることが多く発達障害と言われているが、90%くらいは発達障害ではなくトレーニングで社会適応ができるようになるとする。
自身の開発した教育方法で不登校を直す全国の親の会が開かれている。